# Pogromo de Basilea
El Pogromo de Basilea fue una masacre antisemita en Basilea, ocurrida en 1349 en relación con un supuesto envenenamiento de pozos como parte de las persecuciones de la Peste Negra, llevadas a cabo contra los judíos en Europa en la época de la Peste Negra. Un número de judíos, estimado entre 300 y 600 (según crónicas medievales contemporáneas) o entre 50 y 70 (según algunos historiadores modernos), fueron quemados vivos, después de ser encerrados en una estructura de madera construida en una isla cercana en el río Rin . Los niños judíos aparentemente fueron perdonados, pero fueron bautizados a la fuerza y enviados a monasterios. El hecho ocurrió el 9 de enero 

## Trasfondo

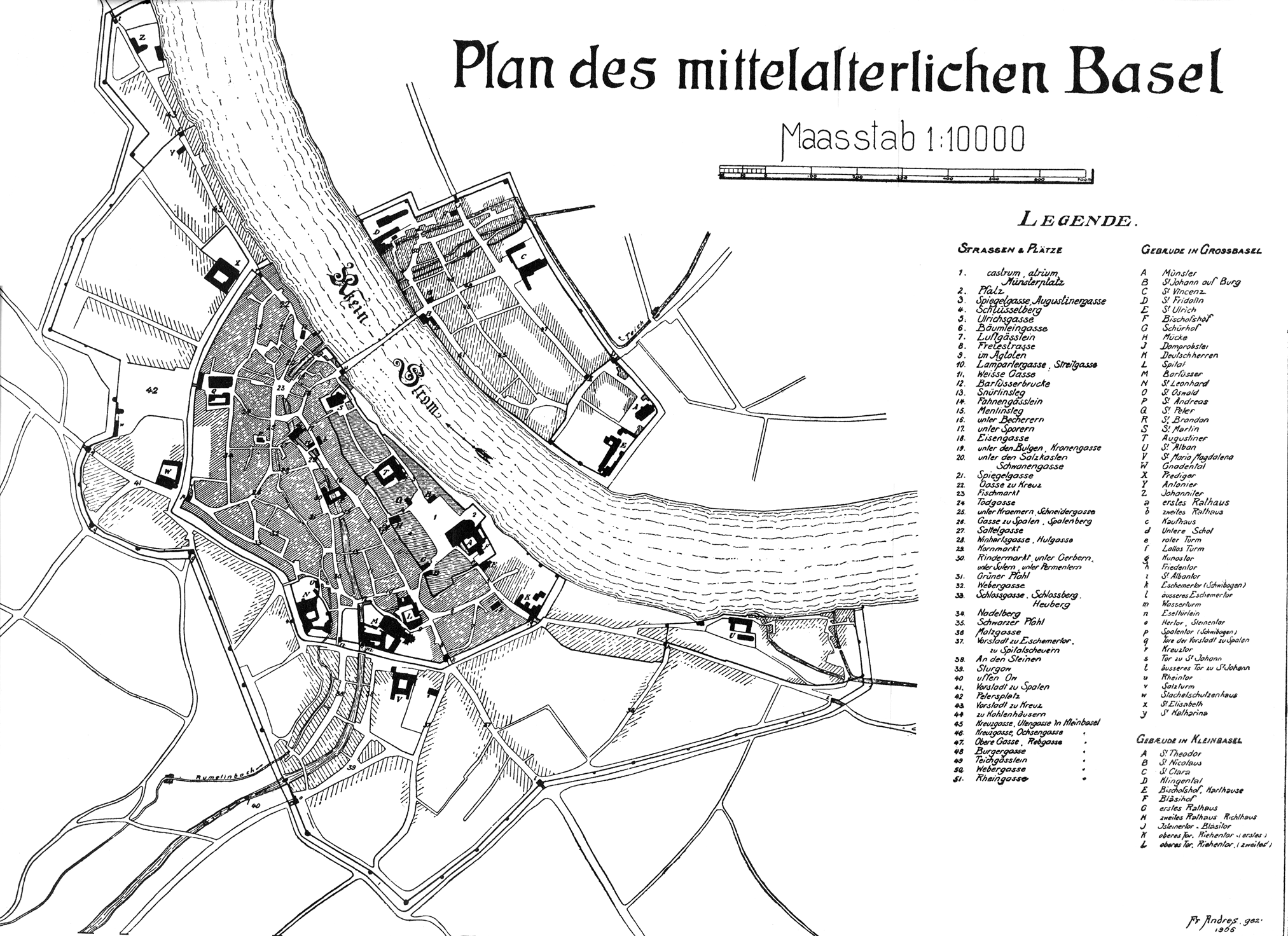
Mapa de Basilea en la Edad Media del siglo XX

Los judíos habían vivido en Basilea desde al menos 1213, cuando la comunidad local era una de las más grandes de Europa.  La comunidad creció y a mediados del siglo XIV contaba con 19 casas y una sinagoga .  Después de haber atacado a los judíos en sus propios dominios, otras ciudades escribieron a Basilea instándolas a quemar también a sus habitantes judíos.  Con la propagación de la Peste Negra en el siglo XIV, hubo pogromos contra los judíos provocados por rumores de envenenamiento de pozos, lo que contribuyó al sentimiento antisemita. Aunque los rumores de envenenamiento de pozos ciertamente jugaron un papel en alimentar el sentimiento antisemita en Basilea, "el contexto inmediato de la persecución estaba relacionado con problemas sociales y políticos";  algunos nobles de Basilea habían sido desterrados temporalmente de la ciudad sobre la base de lo que se creía que era un falso testimonio proporcionado por los judíos (Ac quibusdam eciam nobilibus Basilee pro quandam iniura Iudeis illata ad logum tempus bannitis).  El odio de las clases bajas hacia los judíos provenía de su creencia de que los judíos eran "aliados" de los nobles, a quienes a menudo prestaban dinero, y con quienes los trabajadores competían en la lucha por el poder.  El hecho de que los plebeyos apoyaran a los nobles en esta ocasión indica la complejidad de la estructura social de Basilea. Los plebeyos probablemente apoyaban a los nobles porque entre ellos había algunos que apoyaban su causa, probablemente alguien con algún derecho a la nobleza.  Ya en la Navidad de 1348, antes de que la peste llegara a Basilea, el cementerio judío fue destruido y muchos judíos huyeron de la ciudad.
En enero de 1349, se produjo una reunión entre el obispo de Estrasburgo y representantes de las ciudades de Estrasburgo, Friburgo y Basilea para coordinar su política ante la creciente marea de ataques contra los judíos de la región, que nominalmente estaban bajo protección imperial.[cita requerida]

## La masacre
Una turba de miembros de los gremios irrumpió en el Ayuntamiento de Basilea, exigiendo que se permitiera regresar a los nobles exiliados. La masacre de judíos en Basilea parece haber sido premeditada, como lo sugiere el hecho de que la multitud portaba pancartas, lo que indica que la acción fue pensada de antemano.  Además, la construcción de la estructura de madera en la que serían quemados los judíos tomó tiempo, otro indicio de un acto premeditado. 

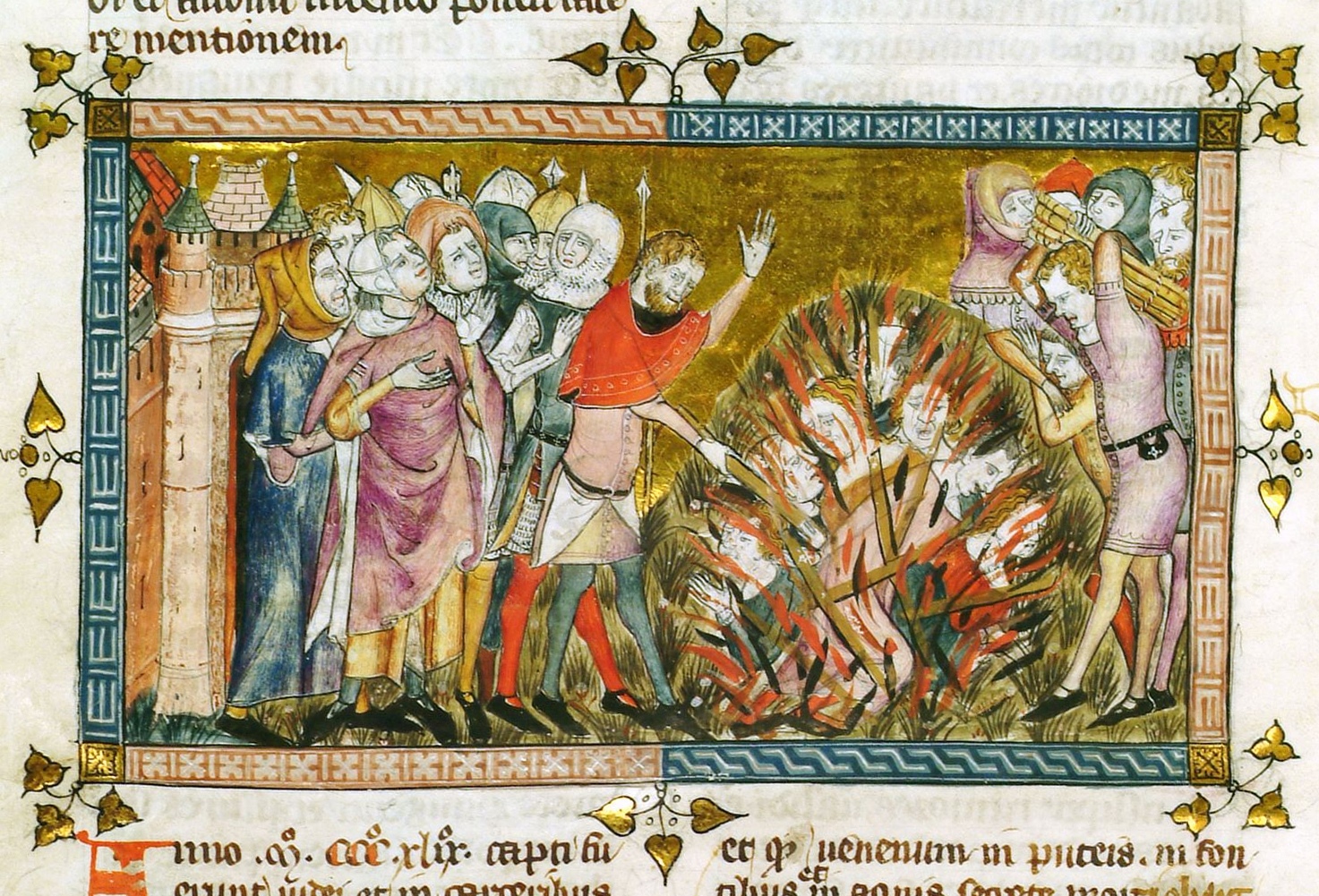
Representación contemporánea de una quema de judíos no especificada en 1349

Los concejales de la ciudad, intimidados, accedieron a su petición y declararon que a ningún judío se le permitiría regresar a la ciudad durante 200 años. Sin ningún tipo de proceso ni investigación, los concejales de la ciudad ordenaron entonces el exterminio de los judíos de Basilea.  Todos los judíos de Basilea fueron capturados y encerrados en una estructura de madera.  Este último fue construido en una isla cercana del Rin, cuya ubicación se desconoce, aunque posiblemente estaba cerca de la desembocadura del Birsig, ahora pavimentada. También podría haber sido un banco de arena.  El 16 de enero de 1349,  la estructura de madera fue incendiada y los judíos encerrados en su interior fueron quemados vivos o asfixiados.  

El cronista contemporáneo Matías de Neuenburg describe el acontecimiento con estas palabras:
“Por lo tanto todos los judíos de Basilea, sin sentencia judicial y a causa del clamor del pueblo, fueron quemados en una isla del río Rin, en una casa nueva” (Cremati sunt igitur absque sentencia ad clamorem populi omnes Judei Basilienses in una insula Rheni in domo nova). 
La casa recién construida fue probablemente construida con el único propósito de quemar a los judíos. 
Las 600 víctimas mencionadas en las fuentes medievales parecen ser una cifra inflada, ya que tal número de judíos difícilmente podría haber vivido en las 19 casas de la Comunidad Judía de Basilea.  Los historiadores modernos estiman plausiblemente una cifra de 50 a 70 víctimas. Al parecer los niños judíos se salvaron. Sin embargo, serían bautizados a la fuerza y ubicados en monasterios. Según una lista de mártires judíos escrita muchos años después del incidente, 130 de ellos fueron bautizados.  Parece que también se salvaron muchos judíos adultos porque aceptaron la conversión. 
Pogromos similares tuvieron lugar en Friburgo el 30 de enero y en Estrasburgo el 14 de febrero. La masacre tuvo lugar, notablemente, antes de que la Peste Negra llegara a la ciudad. Cuando finalmente lo hizo, entre abril y mayo de 1349, los judíos conversos todavía fueron acusados de envenenamiento de pozos. Los funcionarios de Basilea juzgaron a algunos judíos bautizados, y el 4 de julio cuatro de ellos fueron torturados en la rueda, "confesando" que habían envenenado las fuentes de Basilea (Juden... Offenlich vor gerichte verjahen und seiten, das sie die brunnen ze unserre state etlich vergift hettent).  Los judíos conversos restantes fueron en parte ejecutados y en parte expulsados. A finales de 1349, los judíos de Basilea fueron asesinados, su cementerio destruido y todas las deudas con los judíos declaradas saldadas. 

## Secuelas
Tras la expulsión de los judíos en 1349, Basilea decidió públicamente no permitir el regreso de ningún judío a la ciudad durante al menos 200 años. Sin embargo, menos de 15 años después, a los judíos se les permitió regresar tras el desastroso terremoto de 1356, ya que se necesitaban préstamos y financiación para reconstruir la ciudad.  En 1361, los judíos vivían nuevamente en Basilea: eran unos 150, de una población total de unos 8.000 en 1370.  Sin embargo, sólo vivieron allí hasta 1397, cuando se renovaron las acusaciones de envenenamiento del pozo. Los judíos abandonaron la ciudad y se promulgaron decretos municipales para impedirles regresar.  Posteriormente, los judíos fueron expulsados de Berna (1427) y de Zúrich (1436).  En el caso de Basilea, la única excepción fueron unos pocos judíos a los que se les permitió vivir en la ciudad a partir del siglo XVI porque trabajaban para los impresores hebreos.    Además, a los comerciantes judíos se les permitía entrar a la ciudad una vez al mes.  Los judíos no volverían a vivir en Basilea hasta cuatro siglos después, en 1805. 